# Michelle Cameron
Michelle Cameron (Calgary, 28 de diciembre de 1962) es una deportista canadiense que compitió en natación sincronizada.
Participó en los Juegos Olímpicos de Seúl 1988, obteniendo una medalla de oro en la prueba dúo. Ganó dos medallas de oro en el Campeonato Mundial de Natación de 1986.

## Palmarés internacional
| Juegos Olímpicos   | Juegos Olímpicos     | Juegos Olímpicos | Juegos Olímpicos |
| Año                | Lugar                | Medalla          | Prueba           |
| ------------------ | -------------------- | ---------------- | ---------------- |
| 1988               | Seúl (Corea del Sur) | Medalla de oro   | Dúo              |
| Campeonato Mundial |                      |                  |                  |
| Año                | Lugar                | Medalla          | Prueba           |
| 1986               | Madrid (España)      | Medalla de oro   | Dúo              |
| 1986               | Madrid (España)      | Medalla de oro   | Equipo           |